# جودي كروفورد
جودي كروفورد (بالإنجليزية: Judy Crawford)‏ هي متزحلقة كندية، ولدت في 22 ديسمبر 1951 في تورونتو في كندا.

## وصلات خارجية
- جودي كروفورد على موقع الاتحاد الدولي للتزلج (التزلج على المنحدرات الثلجية) (الإنجليزية)
- جودي كروفورد على موقع اللجنة الأولمبية الدولية (الإنجليزية)
- جودي كروفورد على موقع أوليمبيديا (الإنجليزية)
- جودي كروفورد على موقع اللجنة الأولمبية الكندية (الإنجليزية)